# Piazza Castello (Mantova)
Piazza Castello è una delle piazze più significative del centro storico di Mantova.

## Storia e descrizione
Alla piazza, anticamente chiamata Prato di Castello, si accede da piazza Sordello, attraverso il monumentale ingresso affrescato, opera di Antonio Maria Viani. Lo spazio si apre all'interno del Palazzo Ducale, residenza storica dei Gonzaga, signori di Mantova e il castello di San Giorgio. Venne realizzata nel XVI secolo dall'architetto Giovan Battista Bertani, allievo di Giulio Romano e Prefetto delle Fabbriche Gonzaghesche, dal 1549 al 1576.
Circondata su tre lati da portici affrescati con archi a tutto sesto, comunica con l'ingresso al castello, attraverso il quale si accede alla famosa Camera degli Sposi, opera di Andrea Mantegna del 1465-1474.
Da piazza castello si accede alla piazzetta antistante la basilica palatina di Santa Barbara, costruita sempre dal Bertani nella seconda metà del Cinquecento.
Dove un tempo sorgeva il teatro di corte, più volte distrutto, si apre il Museo archeologico nazionale.
La piazza viene utilizzata per gli eventi legati al Festivaletteratura.

## Galleria d'immagini

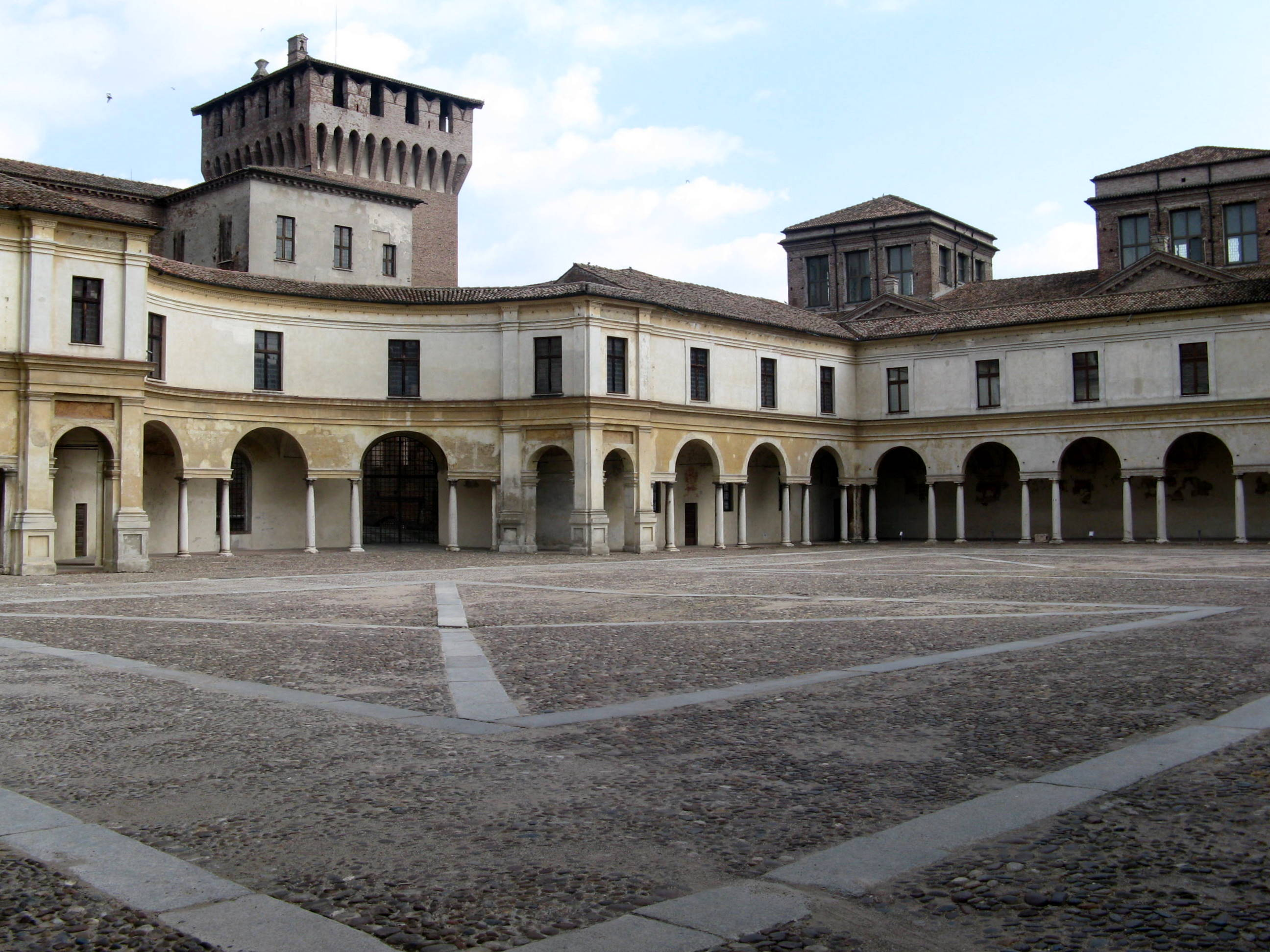
Piazza castello
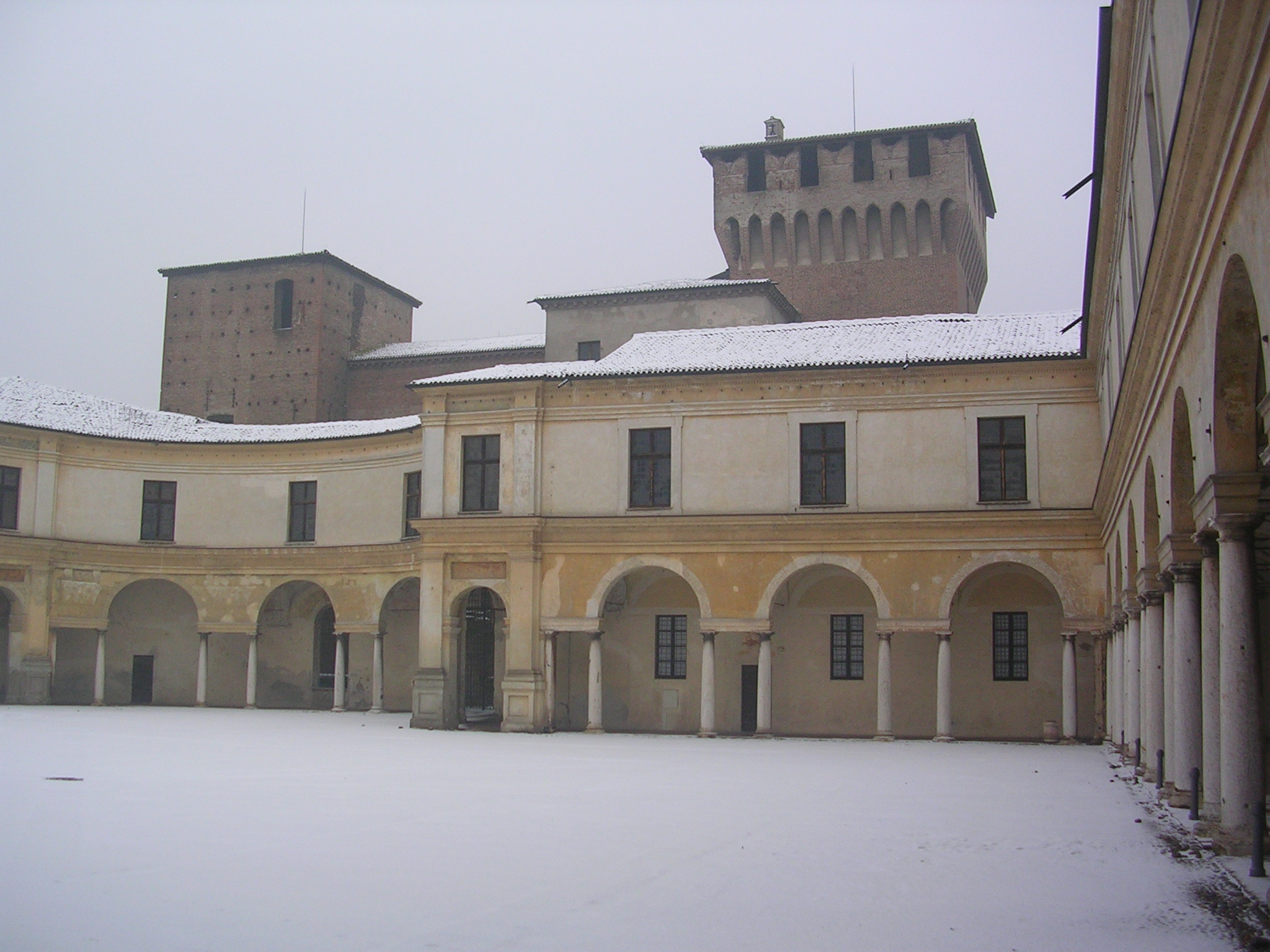
Piazza castello con la neve
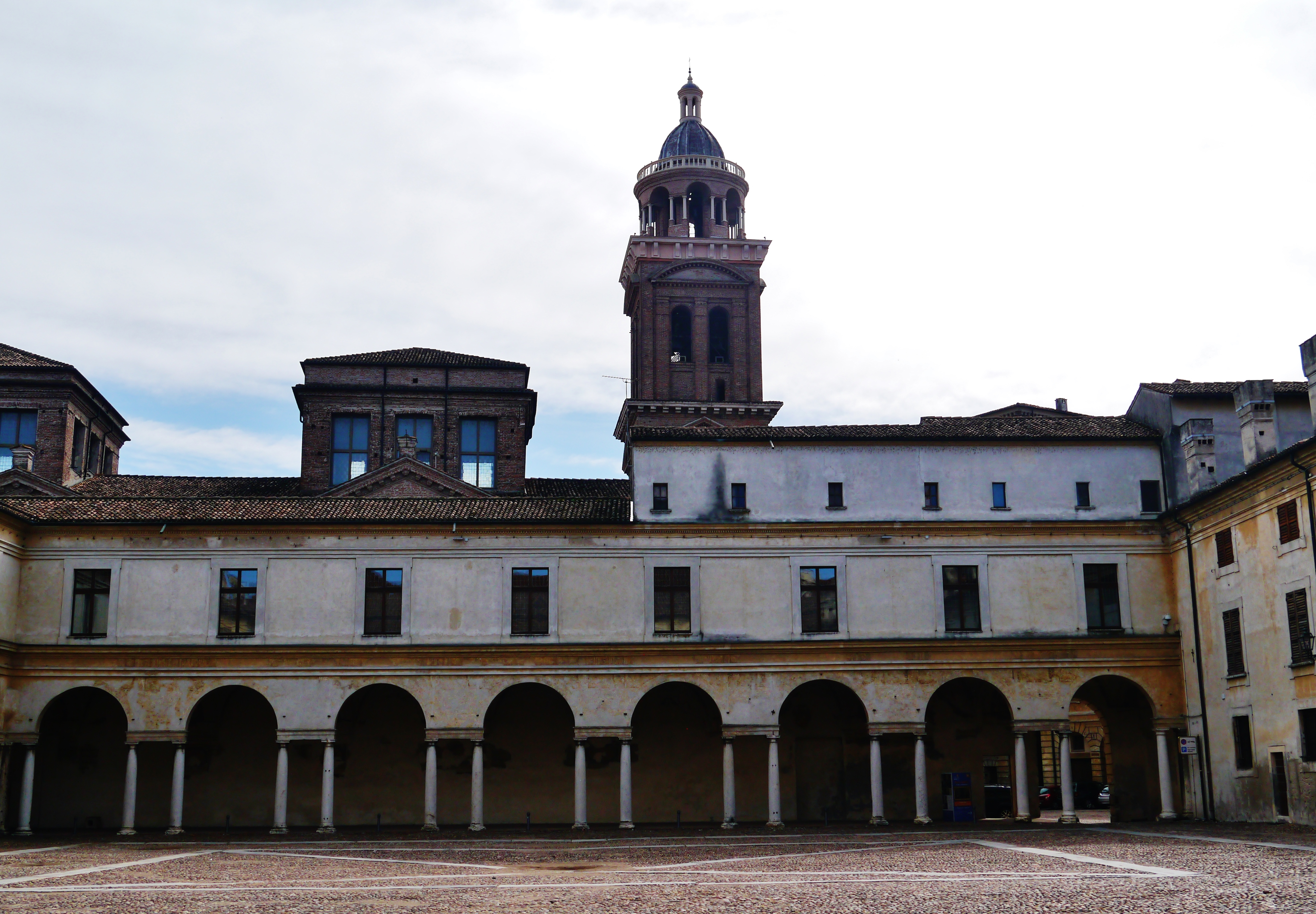
Piazza castello con il campanile della basilica palatina di Santa Barbara
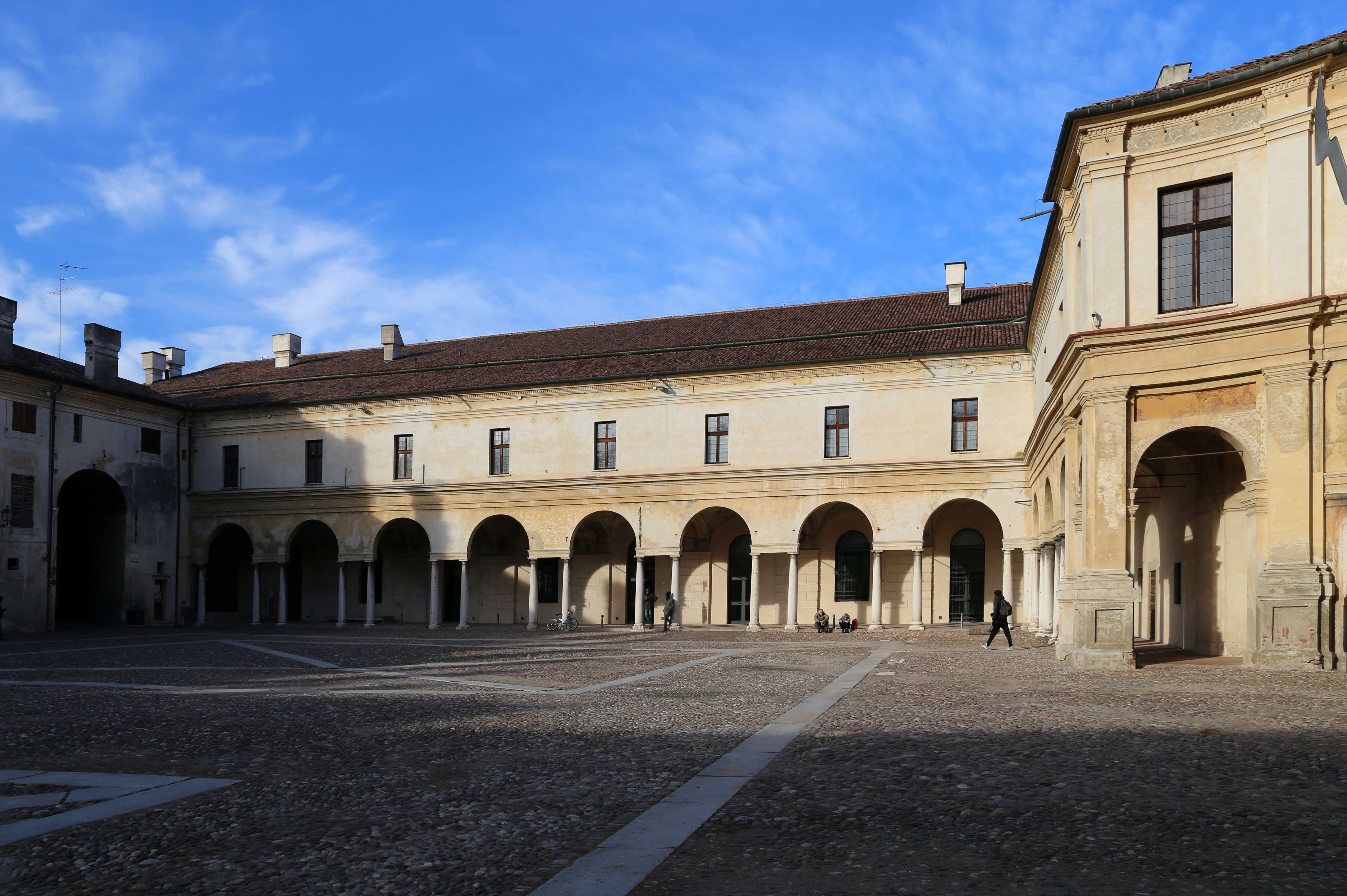
Palazzo Ducale
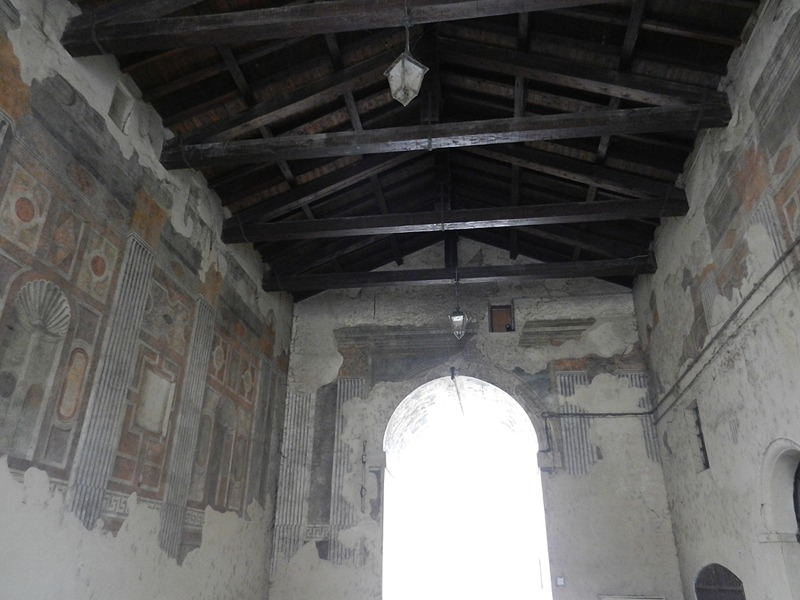
Ingresso da piazza Sordello
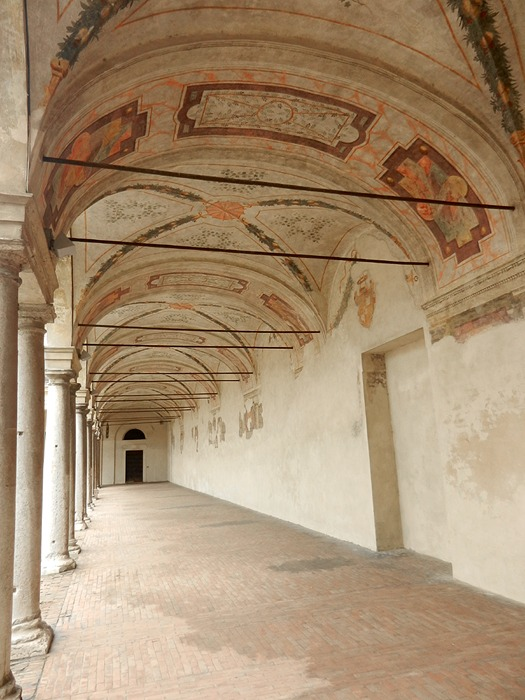
Loggiato affrescato